# 維度減化
维度减化（英語：Dimensional reduction）是紧化理论中紧致化的维度的大小变为零时的临界情况。在物理学中，通过将所有的场独立存在于额外维度D中，时空维数D的理论能够被较少数量的额外维度D重新定义。
例如，考虑一个周期性的紧凑的维度的L时期。让x成为沿着这条维度的坐标。任何场 {\displaystyle \phi } 可以被描述为以下单元的总和：
{\displaystyle \phi _{n}=A_{n}\cos \left({\frac {2\pi nx}{L}}\right)}
An 作为一个常数。根据量子力学，这一单元具有沿着x轴的动量nh/L，在那里 h 是普朗克常数。因此，当L达到0时，这个动量达到了无限大，能量也一样，除非n = 0。然而n = 0提供了一个关于 x恒定的场。因此在这个场的限制下，并在有限的能量下， {\displaystyle \phi } 将不依赖于 x。
这种说法进行了概括。紧凑的维度对所有场施加了特定的边界条件，例如在周期性维度的情况下的周期性边界条件，并且在其他情况下通常为诺伊曼边界条件或狄利克雷边界条件。现在假设紧凑的维度的尺度是L；那么沿这个维度的梯度的可能的特征值是1/L的整数或半整数倍（取决于精确的边界条件）。在量子力学中，这个特征值是场的动量，因此与其能量有关。当L → 0时，除零之外的所有特征值都到无穷大，而能量也是如此。因此，在这个极限情况下，在有限能量的情况下，零是唯一可能的沿着紧凑尺寸的梯度下的特征值，这意味着没有任何东西依赖于这个维度。